# Doc Holliday
John Henry "Doc" Holliday (Griffin, 14 d'agost de 1851-Glenwood Springs, 8 de novembre de 1887) fou un tafur, pistoler i dentista nord-americà del Far West, a qui en general es recorda per la seva amistat amb Wyatt Earp i la seva participació en el tiroteig de l'O. K. Corral.
Durant la seva joventut, Holliday es va graduar com a cirurgià dentista a la Universitat de Pennsilvània i va establir una clínica dental a Atlanta (estat de Geòrgia). El 1873 va ser diagnosticat de tuberculosi, la mateixa malaltia que va matar la seva mare quan tenia quinze anys. Es va mudar llavors al sud-oest dels Estats Units amb l'esperança que el bon clima li prolongués la vida. Va fer del joc d'atzar la seva nova professió i finalment va adquirir fama com a pistoler perillós. Durant els seus viatges va conèixer i es va convertir en un bon amic de Wyatt Earp i els seus germans. El 1880 es va traslladar a Tombstone, Arizona, i va participar al costat dels Earp en el famós tiroteig de l'O. K. Corral.
El tiroteig no es va produir a l'O. K. Corral, sinó en un terreny erm propietat de Camilus "Buck" Sydney Fly (CS Fly), actualment localitzat entre l'Estudi de Fotografia CS Fly i la casa Harwood al costat de Fremont Street. Tanmateix, això no va resoldre els assumptes entre les dues parts i Holliday es va veure embolicat en una sèrie de tirotejos i assassinats. Va lluitar amb èxit en contra de ser extradit per assassinat i va morir al llit en un hotel de Colorado a l'edat de 36 anys.
La llegenda i el misteri que gira al voltant de la seva vida són tan extraordinaris que s'ha narrat en innombrables llibres i el personatge en si ha estat interpretat per diversos actors en nombroses pel·lícules i sèries de televisió. Tot i que han transcorregut 137 anys des de la seva mort, el debat sobre els exactes crims que va poder haver comès continua. Es creu que Holliday va matar de tres a set homes en la seva vida, i va estar present en nou tirotejos. 